# Castroïsme

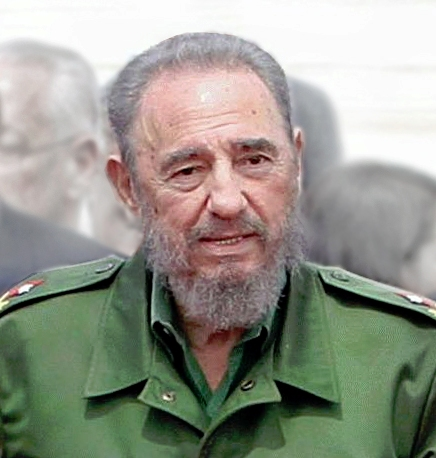
Fidel Castro

Het castroïsme (castrismo in het Spaans) is een linkse ideologie, bekleed en gecreëerd door Fidel Castro.
Het castroïsme is beïnvloed door vele ideologieën maar vooral door de theorieën van de Cubaanse revolutionair José Martí, en na 1961, Karl Marx, Friedrich Engels, Vladimir Lenin en volgens sommigen, de partner van de Beweging van de 26ste juli Che Guevara. Het belangrijkste punt van castroïsme is de praktijk en theorie achter de revolutie en de revolutionaire regering in Cuba en promoot Cubaans nationalisme, Latijns-Amerikaanse solidariteit, sociale rechtvaardigheid en volksdemocratie. Belangrijke kenmerken zijn tevens centralisatie van gezag, militarisering van de samenleving en antiamerikanisme.